# Sister Sin
Sister Sin är en musikgrupp som bildades 2003 i Göteborg. Bandet spelar "old-school"-hårdrock med influenser från tidiga Mötley Crüe, W.A.S.P. och Accept. Debutalbumet Switchblade Serenades släpptes 26 september 2008 via Metal Heaven Records. I Nordamerika släppte Victory Records skivan 14 oktober. Bandet har turnerat runt om i världen sedan dess med band som Motörhead, Arch Enemy och In This Moment.
2010 släpptes uppföljaren "True Sound of the Underground" och därefter "Now & Forever" 2012.  
"Now & Forever" gick in på Svenska Hitlistan #44 och som #6 på Hårdrockslistan. Bandet turnerade i USA, Europa, Ryssland, Storbritannien och spelade på över 20 festivaler sommaren som följde, bland andra Sweden Rock Festival, Bloodstock Open Air och Metal Town. 
28 oktober 2014 kom "Black Lotus" och blev Sister Sins högsta placering hittills på amerikanska listorna; #22 Heatseeker Chart, #81 på Indiependent Chart. Albumet producerades av Rikard Löfgren och Gustav Ydenius och mixades av Cameron Webb (Motorhead, Social Distortion, Danzig med flera). Första singeln hade premiär via Metal Hammer och har till dags dato legat fem veckor på amerikanska Top 40 Charts. En officiell video släpptes också för låten och hade premiär via Loudwire.
Sister Sin turnerade i Ryssland och Europa fram tills sommaren 2015 då de medverkade på sista upplagan av Rockstar Mayhem Fest-turnén i Nordamerika under sex veckor tillsammans med bland andra Slayer, King Diamond och Hell Yeah.

## Medlemmar
Nuvarande medlemmar
- Liv Jagrell — sång (2002–2015, 2019– )
- Jimmy Hiltula — gitarr (2002–2015, 2019– )
- Dave Sundberg — trummor (2002–2015, 2019– )
- Andreas Strandh — basgitarr (2010–2015, 2019– )

Tidigare medlemmar
- Chris (Christian Bednarz) — basgitarr (2001–2009)
- Benton Wiberg — basgitarr (2009–2010)
- Johnny — gitarr

Livemedlemmar
- Ricky – basgitarr (2010)

## Diskografi
Demo
- Promo 2005 vol I & II (2005	)
- Promo 2006 (2006)

Studioalbum
- Dance of the Wicked (2003 Sleaszy Rider Records)
- Switchblade Serenades (2008 Victory/Metal Heaven)
- True Sound of the Underground (2010 Victory/Metal Heaven)
- Now and Forever (2012 Victory Records)
- Dance of the Wicked (återutgåva) (2013 Victory Records)
- Black Lotus (2014 Victory Records)

EP
- Smash The Silence (2007)

Singlar
- "Outrage" (2010 Victory Records)
- "Rock 'n' Roll" (med Doro Pesch) (2011 Victory Records)
- "End of the Line" (2012 Victory Records)